# Gwen Watkins
Gwendoline Mary Watkins, de soltera Davies (West Bromwich, 31 de diciembre de 1923 - 14 de enero de 2025) fue una descifradora de códigos y escritora británica. Durante la Segunda Guerra Mundial, trabajó en Bletchley Park descifrando el tráfico entre los aeródromos alemanes.

## Biografía
Watkins nació en West Bromwich, en las West Midlands. Su padre, Alfred Davies, trabajaba para la Legión Británica, y su madre, Harriet (también Davies de soltera), era ama de casa. Más tarde, la familia se trasladó a Bournemouth, donde asistió a la Talbot Heath School donde demostró una gran memoria y afinidad natural con el alemán, alcanzando un alto nivel muy rápidamente, leyendo extensamente a Goethe y Schiller, aprendiendo de memoria el "Dichterliebe" de Robert Schumann y memorizando un amplio repertorio de canciones alemanas.
En 1941, Watkins se unió a la Fuerza Aérea Auxiliar Femenina y, en mayo del año siguiente, fue enviada a Bletchley Park, el centro aliado de descifrado de códigos en Buckinghamshire, gracias a su fluidez en alemán. Trabajó en la sección aérea, descifrando los códigos cifrados de tres letras y tres cifras de la Luftwaffe. El método para descifrar el código y decodificarlo ya estaba bien establecido cuando Watkins se incorporó a la sección. Trabajaba con mensajes de bajo nivel, diseñados para que la tripulación aérea los codificara y decodificara rápidamente, en lugar de con las comunicaciones de alto nivel, protegidas por el cifrado de grado Enigma.
Watkins descifró los códigos de la fuerza aérea alemana durante la Segunda Guerra Mundial, y ayudó a los aviones de combate de la RAF y de la fuerza aérea del ejército de los EE. UU. a combatir a los bombarderos de la Luftwaffe y a los aviones de reconocimiento y bombarderos aliados a evadir las defensas aéreas alemanas.
En Bletchley conoció al poeta galés Vernon Watkins. Se casaron en 1944 en la Iglesia de San Bartolomé el Grande y tuvieron cinco hijos. Disfrutaron de una vida idílica, plasmada en un documental de la BBC de 1966, "Under a Bright Heaven".
Fue autora de varios libros, entre ellos Dylan Thomas: Portrait of a Friend (1983), Dickens in Search of Himself (1987) y Cracking the Luftwaffe Codes: Los secretos de Bletchley Park (2006).

## Obras
- 1973. Vernon Watkins: poet of the elegiac muse.[8]
- 1983. Dylan Thomas and Vernon Watkins: Portrait of a Friendship.[9]
- 1987. Dickens in Search of Himself: Recurrent Themes and Characters in the Work of Charles Dickens.(1987)[10]
- 1990. Sounds From the Bell Jar: Ten Psychotic Authors by Gordon Claridge, Ruth Pryor, Gwen Watkins.[11]
- 2003. Angel Food: Spiritual Recipes to Share.[12]
- 2003. E.F. Benson and His Family and Friends.[13]
- 2006. Cracking the Luftwaffe Codes: The Secrets of Bletchley Park.[14][14]
- 2013. Vernon Watkins on Dylan Thomas and Other Poets and Poetry by Vernon Watkins, Gwen Watkins (Editor), Jeff Towns (Editor).[15]
- 2015. The Ultimate Port.[16]
- 2017. The Trip.[17]
- 2019. The house on wheels and the girl from across the street: A story of true friendship.[18]
- 2019. Jesse And Friends Book 2.[19]